# Take One
Take One – debiutancki album amerykańskiego piosenkarza Adama Lamberta, wydany w Stanach Zjednoczonych 17 listopada 2009.

## Informacje o albumie
Album jest zbiorem nagrań Lamberta z 2005 roku, które nagrał pracując jako muzyk sesyjny. Podobnie jak u większości artystów, którzy później zdobyli sławę, wczesne nagrania Lamberta zostały wydane dopiero po jego sukcesie w Idolu. Album został wydany w tym samym miesiącu co płyta For Your Entertainment nagrana po udziale w American Idol.

## Spis utworów
| #   | Tytuł                               | Długość |
| --- | ----------------------------------- | ------- |
| 1.  | "Climb"                             | 4:39    |
| 2.  | "December"                          | 3:29    |
| 3.  | "Fields"                            | 3:42    |
| 4.  | "Did You Need It"                   | 5:09    |
| 5.  | "More Than"                         | 3:16    |
| 6.  | "Wonderful"                         | 4:19    |
| 7.  | "Castle Man"                        | 5:04    |
| 8.  | "Hourglass"                         | 4:49    |
| 9.  | "Light Falls Away"                  | 7:12    |
| 10. | "First Light"                       | 2:39    |
| 11. | "Want (December Remix)"             | 3:27    |
| 12. | "Spotlight (Did You Need It Remix)" | 4:22    |
| 13. | "On with the Show (Fields Remix)"   | 4:06    |

## Personel
- Malcolm Welsford - Producent
- John Armstrong - Asystent producenta
- dodatkowy producent Mark Endert (Maroon 5, The Fray, Fiona Apple).
- Bernie Grundman - Mastering
- Adam Lambert - Śpiew
- Marcus Brown - Bass, Keyboard
- Stuart Pearce - Aranżer
- Monte Pittman - Gitara
- Steve Sidelnyk - Perkusja
- Emma Bogren - Zdjęcia, Grafika
- Michael Burtscher - autor tekstów[2]

## Listy przebojów
| Lista (2009)                          | Najwyższa pozycja |
| ------------------------------------- | ----------------- |
| U.S. Billboard 200                    | 76                |
| U.S. Billboard Top Independent Albums | 6                 |

## Historia wydania
| Rok  | Data wydania      | Typ | Wytwórnia        | Katalog |
| ---- | ----------------- | --- | ---------------- | ------- |
| 2009 | 17 listopada 2009 | CD  | Rufftown Records | 20097   |